# BMW 1系列 (F20)

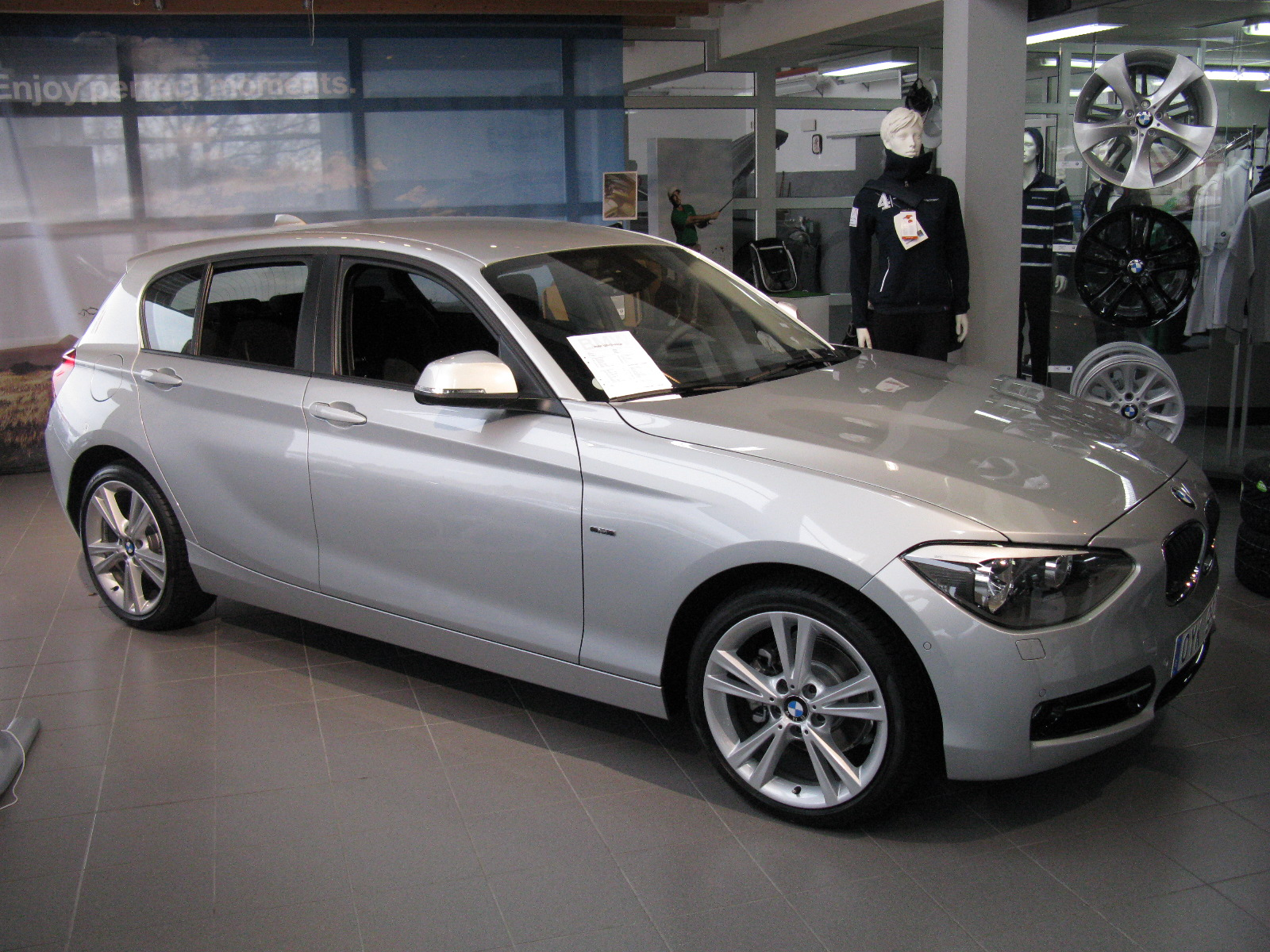
BMW1系列(F20)

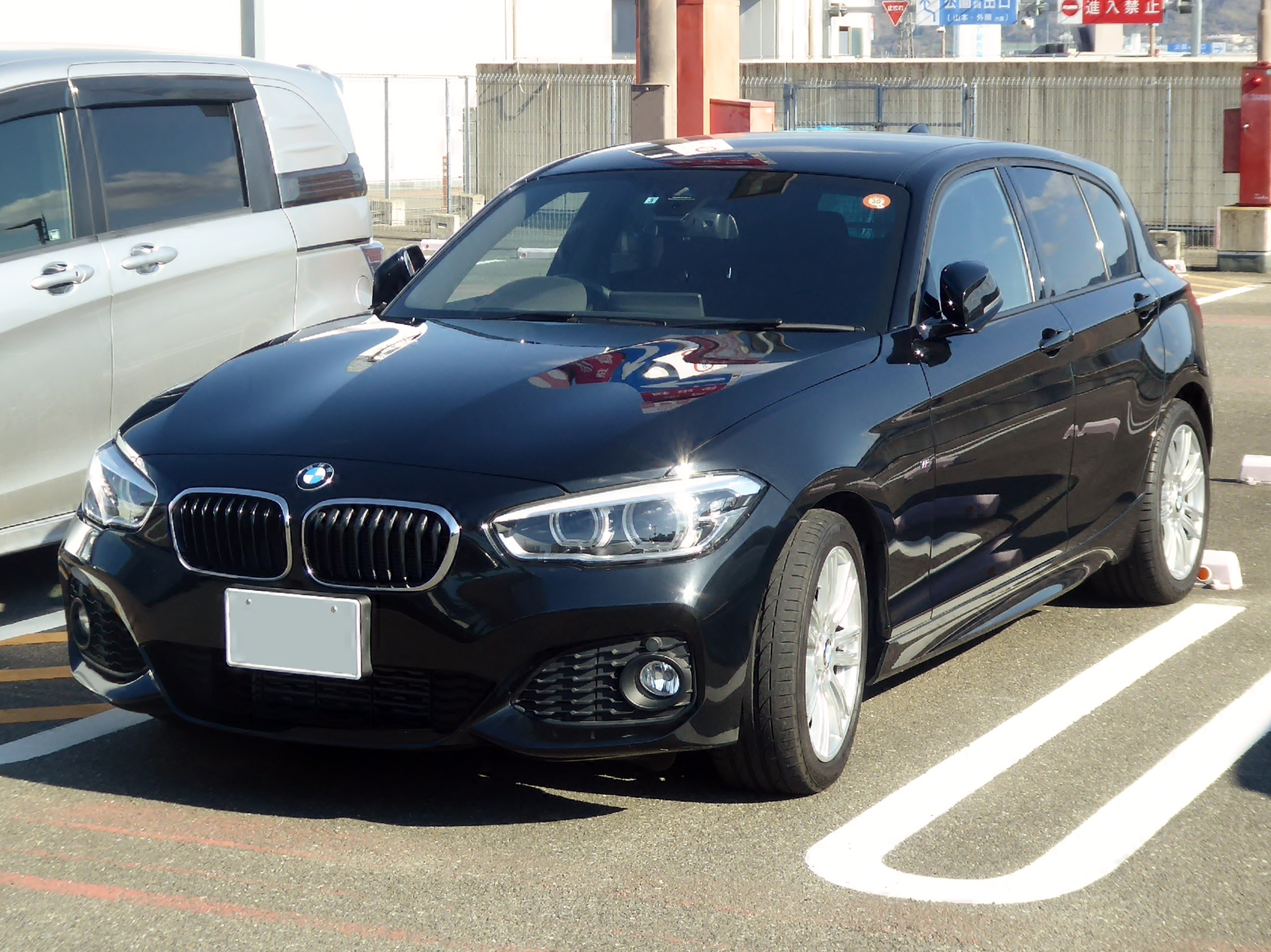
BMW 1系列(F20 LCI)

第二代BMW 1系列包括了兩款車型，分別是三門掀背的F21和五門掀背的F20。和之前的E87類似，BMW 1系列採用了是縱置式發動機，鋁製多連桿懸掛和後輪驅動底盤（部分車款可全輪驅動）。F20在2011年法蘭克福車展上亮相。F21則在2012年上市。